# Берёза Делавея
Берёза Делавея (лат. Betula delavayi) — вид деревьев рода Берёза (Betula) семейства Берёзовые (Betulaceae).
В природе ареал вида охватыват Китай.

## Ботаническое описание
Прямостоячий кустарник или маленькое дерево. Ветви бурые, в молодости шелковисто-пушистые.
Почки удлинённо-яйцевидные, заострённые, пушистые. Листья яйцевидные или яйцевидно-эллиптические, длинно-заострённые, с округлым основанием, по краю неравно-пильчато-зубчатые, длиной 2—4 см, снизу по жилкам бело-шелковистые, на длинно-опушённых черешках длиной около 10 мм.
Пестичные серёжки коротко-цилиндрические, длиной около 1 см, диаметром 0,5 см. Прицветные чешуи короткие, с растопыренными, почти равными, длинноресничатыми лопастями.
Плод — безкрылый или тонко-окаймлённый орешек.

## Таксономия
Вид Берёза Делавея входит в род Берёза (Betula) подсемейства Берёзовые (Betuloideae) семейства Берёзовые (Betulaceae) порядка Букоцветные (Fagales).
|  |                                      |  |                                                             |                                                             |                     |  | ещё 7 семейств (согласно Системе APG II) | ещё 7 семейств (согласно Системе APG II)                   |                                                            |  |  |  | ещё 1—2 рода        | ещё 1—2 рода       |  |  |
|  |                                      |  |                                                             |                                                             |                     |  | ещё 7 семейств (согласно Системе APG II) | ещё 7 семейств (согласно Системе APG II)                   |                                                            |  |  |  | ещё 1—2 рода        | ещё 1—2 рода       |  |  |
|  |                                      |  |                                                             | порядок Букоцветные                                         |                     |  |                                          |                                                            | подсемейство Берёзовые                                     |  |  |  |                     | вид Берёза Делавея |  |  |
|  |                                      |  |                                                             | порядок Букоцветные                                         |                     |  |                                          |                                                            | подсемейство Берёзовые                                     |  |  |  |                     | вид Берёза Делавея |  |  |
|  | отдел Цветковые, или Покрытосеменные |  |                                                             |                                                             | семейство Берёзовые |  |                                          |                                                            | род Берёза                                                 |  |  |  |                     |                    |  |  |
|  | отдел Цветковые, или Покрытосеменные |  |                                                             |                                                             |                     |  |                                          |                                                            |                                                            |  |  |  |                     |                    |  |  |
|  |                                      |  | ещё 44 порядка цветковых растений (согласно Системе APG II) | ещё 44 порядка цветковых растений (согласно Системе APG II) |                     |  |                                          | ещё одно подсемейство, Лещиновые (согласно Системе APG II) | ещё одно подсемейство, Лещиновые (согласно Системе APG II) |  |  |  | ещё более 110 видов |                    |  |  |
|  |                                      |  |                                                             | ещё 44 порядка цветковых растений (согласно Системе APG II) |                     |  |                                          |                                                            | ещё одно подсемейство, Лещиновые (согласно Системе APG II) |  |  |  |                     |                    |  |  |